# 1993-as MotoGP-világbajnokság
Az 1993-as MotoGP-világbajnokság volt a gyorsaságimotoros-világbajnokság 45. szezonja.

## Összefoglaló
Az 500-as világbajnokságot Kevin Schwantz nyerte nagy riválisa, Wayne Rainey előtt, akinek ez az éve nem alakult szerencsésen. Bár Schwantz a szezont jobban kezdte, Rainey később fokozatosan felzárkózott rá, az olasz nagydíjon pedig már ő vezethetett volna, ugyanis vezetett a versenyen is. Ekkor azonban nagy sebességnél elesett, és súlyos gerincsérüléseket szenvedett, az utolsó három futamon, és mint később kiderült, többé egy futamon sem tudott rajthoz állni. A baleset után többé nem tudott járni. Ez az év volt jelentette.
Ebben a géposztályban egyébként több újonc futamgyőztest is avattak, ők Daryl Beattie és Alex Barros voltak. Barros korábban már kétszer is kiesett vezető helyről.
A negyedlitereseknél a japán Harada Tecuja végzett az első helyen, mindössze 4 ponttal megelőzve az olasz Loris Capirossit, míg a 125 köbcentisek géposztályában a német Dirk Raudies diadalmaskodott. Érdekesség, hogy Raudies hiába aratott kilenc győzelmet, mégis mindössze 14 ponttal előzte meg Szakata Kazutót.

## Versenynaptár
| #  | Verseny              | Helyszín       | 125 cm³ győztes   | 250 cm³ győztes      | 500 cm³ győztes | Összefoglaló |
| -- | -------------------- | -------------- | ----------------- | -------------------- | --------------- | ------------ |
| 1  | ausztrál nagydíj     | Eastern Creek  | Dirk Raudies      | Harada Tecuja        | Kevin Schwantz  | Összefoglaló |
| 2  | maláj nagydíj        | Shah Alam      | Dirk Raudies      | Aoki Nobuacu         | Wayne Rainey    | Összefoglaló |
| 3  | japán nagydíj        | Suzuka         | Dirk Raudies      | Harada Tecuja        | Wayne Rainey    | Összefoglaló |
| 4  | spanyol nagydíj      | Jerez          | Szakata Kazuto    | Harada Tecuja        | Kevin Schwantz  | Összefoglaló |
| 5  | osztrák nagydíj      | Salzburgring   | Cudzsimura Takesi | Doriano Romboni      | Kevin Schwantz  | Összefoglaló |
| 6  | német nagydíj        | Hockenheimring | Dirk Raudies      | Doriano Romboni      | Daryl Beattie   | Összefoglaló |
| 7  | Holland TT           | Assen          | Dirk Raudies      | Loris Capirossi      | Kevin Schwantz  | Összefoglaló |
| 8  | európai nagydíj      | Catalunya      | Ueda Noboru       | Max Biaggi           | Wayne Rainey    | Összefoglaló |
| 9  | San Marinó-i nagydíj | Mugello        | Dirk Raudies      | Loris Capirossi      | Mick Doohan     | Összefoglaló |
| 10 | brit nagydíj         | Donington      | Dirk Raudies      | Jean-Philippe Ruggia | Luca Cadalora   | Összefoglaló |
| 11 | cseh nagydíj         | Brno           | Szakata Kazuto    | Loris Reggiani       | Wayne Rainey    | Összefoglaló |
| 12 | olasz nagydíj        | Misano         | Dirk Raudies      | Jean-Philippe Ruggia | Luca Cadalora   | Összefoglaló |
| 13 | amerikai nagydíj     | Laguna Seca    | Dirk Raudies      | Loris Capirossi      | John Kocinski   | Összefoglaló |
| 14 | FIM-nagydíj          | Jarama         | Ralf Waldmann     | Harada Tecuja        | Alex Barros     | Összefoglaló |

## Végeredmény

### 500 cm³
| #  | Versenyző       | Rajtszám | Motor               | Pont | Győzelmek |
| -- | --------------- | -------- | ------------------- | ---- | --------- |
| 1  | Kevin Schwantz  | 34       | Lucky Strike-Suzuki | 248  | 4         |
| 2  | Wayne Rainey    | 1        | Marlboro-Yamaha     | 214  | 4         |
| 3  | Daryl Beattie   | 4        | Rothmans-Honda      | 176  | 1         |
| 4  | Mick Doohan     | 2        | Rothmans-Honda      | 156  | 1         |
| 5  | Luca Cadalora   | 7        | Marlboro-Yamaha     | 145  | 2         |
| 6  | Alex Barros     | 9        | Lucky Strike-Suzuki | 125  | 1         |
| 7  | Itó Sinicsi     | 6        | Rothmans-Honda      | 119  | 0         |
| 8  | Àlex Crivillé   | 8        | Repsol-Honda        | 117  | 0         |
| 9  | Niall Mackenzie | 11       | Valvoline-Yamaha    | 103  | 0         |
| 10 | Doug Chandler   | 5        | Cagiva              | 83   | 0         |

### 250 cm³
| #  | Versenyző            | Rajtszám | Motor   | Pont | Győzelmek |
| -- | -------------------- | -------- | ------- | ---- | --------- |
| 1  | Harada Tecuja        | 31       | Yamaha  | 197  | 4         |
| 2  | Loris Capirossi      | 65       | Honda   | 193  | 3         |
| 3  | Loris Reggiani       | 13       | Aprilia | 158  | 1         |
| 4  | Max Biaggi           | 5        | Honda   | 142  | 1         |
| 5  | Doriano Romboni      | 10       | Honda   | 139  | 2         |
| 6  | Jean-Philippe Ruggia | 17       | Aprilia | 129  | 2         |
| 7  | Helmut Bradl         | 4        | Honda   | 126  | 0         |
| 8  | Okada Tadajuki       | 18       | Honda   | 120  | 0         |
| 9  | Alberto Puig         | 6        | Honda   | 106  | 0         |
| 10 | Pierfrancesco Chili  | 3        | Yamaha  | 106  | 0         |

### 125 cm³
| #  | Versenyző           | Rajtszám | Motor   | Pont | Győzelmek |
| -- | ------------------- | -------- | ------- | ---- | --------- |
| 1  | Dirk Raudies        | 5        | Honda   | 280  | 9         |
| 2  | Szakata Kazuto      | 8        | Honda   | 266  | 2         |
| 3  | Cudzsimura Takesi   | 36       | Honda   | 177  | 1         |
| 4  | Ralf Waldmann       | 3        | Aprilia | 160  | 1         |
| 5  | Ueda Noboru         | 7        | Honda   | 129  | 1         |
| 6  | Szajtó Akira        | 17       | Honda   | 117  | 0         |
| 7  | Olivier Petrucciani | 15       | Aprilia | 82   | 0         |
| 8  | Jorge Martínez      | 6        | Honda   | 74   | 0         |
| 9  | Herri Torrontegui   | 12       | Aprilia | 65   | 0         |
| 10 | Peter Öttl          | 11       | Aprilia | 64   | 0         |